# Shibato Kai
Kai Shibato (sinh ngày 24 tháng 11 năm 1995) là một cầu thủ bóng đá người Nhật Bản.

## Sự nghiệp câu lạc bộ
Kai Shibato đã từng chơi cho Urawa Reds.